# Краљевска библиотека у Британском музеју
Краљевска библиотека била је једна од најважнијих збирки књига и памфлета доба просветитељства. Ову научну библиотеку са преко 65.000 књига, коју је саставио Џорџ III (владао 1760–1820), касније је британској нацији поклонио његов син, Џорџ IV. Била је смештена у посебно изграђеној галерији у Британском музеју од 1827. до 1997. године, а сада је део Британске библиотеке. Термин „Краљевска библиотека“ се донедавно користио и за галерију у Британском музеју изграђену за колекцију, која се сада зове „Галерија просветитељства“ и приказује широк спектар предмета који се односе на просветитељство.

## Историја библиотеке

### У време владавине Џорџа III
Када је Џорџ III постао краљ 1760. године, није наследио никакву библиотеку, јер је Џорџ II три године раније поклонио Стару краљевску библиотеку, укључујући и краљевске рукописе, Британском музеју. Као учен човек, Џорџ III је имао искрено поштовање према учењу, које је развио под утицајем свог учитеља, грофа од Бјута. Када је постао краљ, брзо је почео да саставља нову збирку углавном научних дела, а пројекат је озбиљно започео 1762–1763. године куповином библиотеке Џозефа Смита. Смит је сакупљао књиге у Венецији неколико деценија, набављајући их из разних извора у северној Италији, а такође и преко међународне трговине књигама. Збирка је била значајна по својих 260 инкунабула, укључујући многе ране венецијанске и северноиталијанске томове са фином илуминацијом и повезом. Краљ је укупно купио 6.000 томова од Смита. Оне нису биле чуване заједно у библиотеци Џорџа III, али се ипак могу препознати по речи „Смит“ коју је у свакој књизи означио краљев библиотекар.
Изгледа да није било даљих великих куповина пре 1766. године, можда зато што је особље библиотеке било заузето организовањем књига набављених од Смита. Међутим, од 1766. године па надаље краљ је почео значајно да развија колекцију, трошећи у просеку око 1.500 фунти годишње на књиге до краја своје владавине. Посебно важан период био је 1768–1771, када је Фредерик Аугуста Барнард, један од запослених у библиотеци, много путовао по Европи у име краља и обављао велике куповине. Важне аквизиције касније су стигле из библиотека Џејмса Веста, Ентонија Аскјуа, Ричарда Фармера и Гримура Јонсона Торкелина. Значајне донације библиотеци укључивале су 27 инкунабула које је поклонио Јакоб Брајант 1782. године. Стицање даљих наслова наставило се и у последњим годинама краљеве владавине, када су због његове менталне болести његовим пословима управљали повереници.
Библиотека се налазила у Краљичиној кући, резиденцији која је касније проширена и преименована у Бакингамску палату. Тамо је заузимала четири посебно изграђене просторије. Од барем 1770-их, повезивање књига се обављало у просторијама, а од 1776. године књиговезница је заузимала пет просторија у подруму. Стил повезивања у библиотечком стилу може се описати као „фин, али не и екстравагантан“. Ричард Далтон, запослен као библиотекар од стране Џорџа III од 1755. године па надаље, био је задужен за колекцију до 1774. године. Наследио га је Барнард, који је био главни библиотекар све до преноса колекције у Британски музеј. Мало је вероватно да је Далтон имао неки већи утицај на начин на који се колекција развијала, али је Барнард играо централну улогу, на пример доносећи многе, или можда већину, одлука о томе које књиге купити. Самјуел Џонсон је такође био саветник у вези са политиком прикупљања библиотечких средстава. Библиотека је била отворена за свакога са истинским научним циљем, а за Џорџовог живота посећивали су је Џон Адамс и Џозеф Пристли, као и Џонсон. Вреди напоменути да је краљ дозволио научницима попут Пристлија, са чијим се политичким и верским ставовима није слагао, да користе библиотеку.

### У Британском музеју, 1827–1997.
Када је Џорџ III умро 1820. године, није било јасно шта је намеравао да се деси са библиотеком након његове смрти, нити да ли је она сада лично власништво његовог наследника, Џорџа IV, или је припадала Круни. Ова питања су решена у јануару 1823. године када је, након периода преговора са владом, Џорџ IV писао премијеру лорду Ливерпулу нудећи библиотеку нацији. У међувремену, у британској штампи су се појавиле гласине да разматра продају библиотеке цару; није познато да ли је у њима било истине. Поклањањем библиотеке, краљ је успео да избегне трошкове њеног одржавања (преко 2.000 фунти годишње) у време финансијских потешкоћа, а такође је олакшао обнову Бакингамске палате, пројекат од великог значаја за њега. Он је прецизирао да библиотека треба да се држи заједно, а не одвојено од било које друге збирке.
У року од неколико месеци, Парламент се сложио да Британски музеј буде нови дом колекције, иако су се неке новине и јавне личности и даље залагале за оснивање нове библиотеке за чување књига у другом делу Лондона. Музеју је недостајао простор за смештај колекције, али је архитекта Роберт Смирке већ израдио планове за значајно неокласично проширење музејских зграда. Иако је влада неко време одбијала захтеве музеја за новац за овај пројекат, потреба да се обезбеди одговарајући дом за библиотеку значила је да је сада пристала да финансира грађевинске радове. Тако је долазак Краљевске библиотеке био катализатор за раст музеја у величанствену зграду каква је данас. Уз мало измена у односу на првобитне планове, источно крило Смиркеовог проширења музеја постало је нови дом библиотеке. Изграђена између 1823. и 1827. године, са дужином од 91 метра, ова галерија је названа „једном од најплеменитијих соба у Лондону“.
Библиотека је била значајан додатак музејској колекцији књига, додајући 65.000 томова постојећим 116.000; музеј је проценио да су само 21.000 од њих дупликати. Штавише, многе јаке стране Краљевске библиотеке, као што су географија, теологија и шпанска и италијанска књижевност, биле су области које су до сада биле прилично слабо заступљене међу књигама музеја. Џорџ IV је задржао 33 штампане књиге из библиотеке за себе. Углавном су то биле инкунабуле, укључујући и Мајнцски псалтир који се сада налази у Краљевској библиотеци у Виндзору, али је такође укључивао и Шекспиров Први фолио. Џорџ IV је такође задржао два рукописа: један од Самјуела Џонсона, који садржи планове за пројектоване књиге, и копију Веде на санскриту, направљену у Варанасију 1776. године.
Током 1840-их приближно 13% књига у музеју било је из Краљевске библиотеке. Овај проценат је опао како је колекција књига музеја расла у наредним деценијама, али је Краљевска библиотека остала добро коришћена. Од 1857. године, галерија је коришћена за излагање значајних књига из целокупне колекције штампаних књига музеја. Пред крај Првог светског рата, повећан број ваздушних напада навео је музеј да премести највредније књиге из Лондона, а многе су отишле у Националну библиотеку Велса. Ова мера предострожности је поновљена непосредно пре избијања Другог светског рата. У раним јутарњим сатима 23. септембра 1940. године, бомба је погодила музеј, узрокујући уништење 261 дела (368 томова) у Краљевској библиотеци, а додатних 17 дела у 11 повезаних томова је тешко оштећено. Остатак колекције је премештен у безбеднији део зграде, а коначно је евакуисан из Лондона у Бодлеанску библиотеку у Оксфорду 1943. године. Радови на поправци галерије су извршени 1950–1951. године.

### У Британској библиотеци, од 1997. до данас
Седамдесетих година прошлог века почеле су припреме за пресељење музејске колекције књига у новоосновану Британску библиотеку. Повереници музеја су тврдили да Краљевска библиотека треба да остане тамо где јесте, али нису успели да спрече њен пренос у нову институцију. Колекција се сада налази у Кули Краљевске библиотеке, шестоспратној стакленој и бронзаној структури у улазном холу Британске библиотеке; кулу је посебно пројектовао архитекта зграде, Колин Сент Џон Вилсон, а садржи и колекцију Томаса Гренвила. Предмети из колекције остају доступни за читање јавности. Стари дом колекције у Британском музеју, рестауриран 2000–2003. године, сада је познат као Галерија просветитељства и у њему се налази стална изложба о добу просветитељства, отворена поводом прославе 250. годишњице музеја 2003. године.
- Краљевска библиотечка кула, 2008.
- Краљевска библиотечка кула, 2008.
- Краљевска библиотечка кула, 2008.

## Обим библиотеке
Историчари се слажу да је Џорџ III намеравао да библиотека буде свеобухватан ресурс за научнике, а не збирка ретких књига или финих повеза. Другим речима, ово је била радна библиотека, а не изложбени предмет, иако је садржала неке значајне реткости. То укључује Гутенбергову Библију и многе енглеске инкунабуле, укључујући и примерак Какстоновог првог издања Кентерберијских прича. Куповина Торкелинове библиотеке значила је да је постојала значајна колекција од преко 2.000 дела о скандинавским језицима и књижевности. Збирка такође садржи прва четири Шекспирова фолија.
Најстарији познати каталог библиотеке састављен је 1769. године. Каталог Bibliothecae Regiae, каталог дела организованих по аутору, објављен је у пет томова између 1820. и 1829. године, а његово састављање је надгледао Барнард. Постоји и рукописни предметни каталог; рад на овом предметном каталогу је можда почео 1790-их година и ажуриран је током неколико наредних деценија. Брошуре библиотеке су први пут каталогизоване након што се Библиотека преселила у Британски музеј.
1769. године, библиотека је садржала 11.200 штампаних наслова, у 19.500 томова. До тренутка када је стигла у Британски музеј 1827. године, порасла је на 65.000 штампаних књига, као и 17.500 памфлета и 446 рукописа; рукописи углавном датирају из времена владавине Џорџа III, а мало њих је посебно значајних.
Анализа предметног каталога показује да је од 1820. године 44% наслова у библиотеци било везано за историју, а 16% је била литература разних врста. Широк спектар тема је био представљен мањим бројем радова. Новија литература није била посебно добро заступљена, на пример, ниједно дело Џејн Остин није наведено. Изгледа да је политика библиотеке била да сакупља романе тек када је постало јасно да је дотични аутор стекао трајну и позитивну репутацију. Укључено је 260 издања Библије, а дела из других европских земаља била су добро заступљена. На пример, 57% наслова из историје објављено је ван Британије. Постојао је добар избор библиотечких каталога из других колекција и издања званичних публикација Парламента. За библиотеку из осамнаестог века постојао је необично добар избор периодичних публикација, иако новине нису сакупљане.